# Haus zum Meerhafen

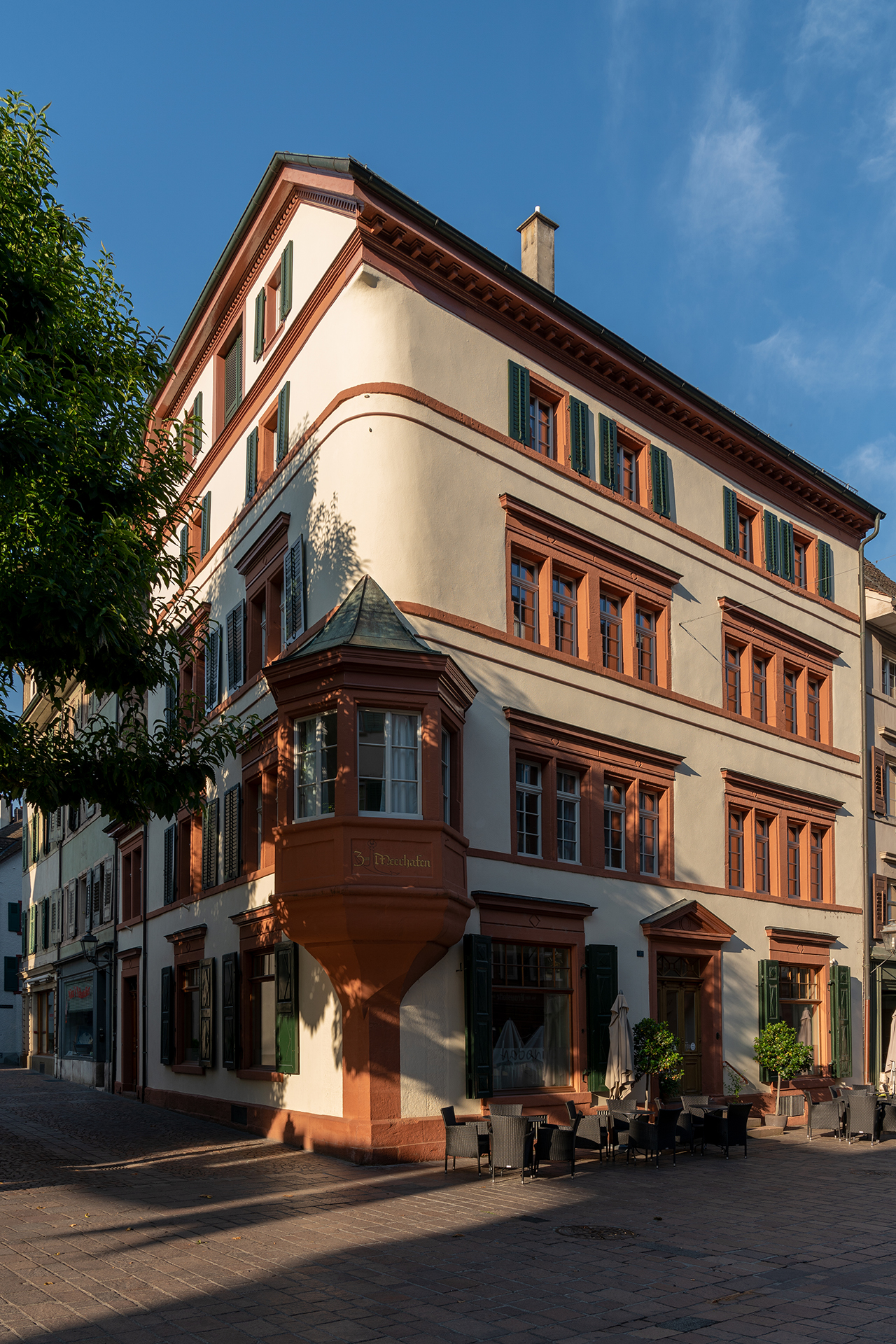
Haus zum Meerhafen

Das Haus zum Meerhafen (auch Flaig-Haus genannt) ist ein denkmalgeschütztes Gebäude in Rheinfelden im Kanton Aargau. Es befindet sich im Norden der Altstadt an der Marktgasse (Ecke Brodlaube), in der Nähe des Rathauses. Das nachgotische Bauwerk aus dem späten 17. Jahrhundert ist als Kulturgut von regionaler Bedeutung eingestuft.

## Geschichte
Das Gebäude entstand über zwei Vorgängerbauten unbekannten Alters, die Dachkonstruktion datiert von 1696/97. Vor 1749 liess Schultheiss Franz Joseph Brutschin den kleinen Ecksaal im zweiten Obergeschoss mit Stuckarbeiten verzieren. Ab 1847 bestanden zwei Wohnungen und ein Laden. Die Wohnungen in den Obergeschossen erhielten 1866 durch den Anbau eines Treppenhauses eine separate Erschliessung. Ein neues Fassadendekor bewirkte 1872 einen Wertzuwachs. 1977/78 erfolgte einen Aussenrenovation, wobei man das Erdgeschossmauerwerk teilweise freilegte; dabei kamen drei vermauerte Rundbogenöffnungen zum Vorschein.

## Bauwerk
Besonderes Merkmal des mit einem Satteldach bedeckten, viergeschossigen Hauses ist ein polygonaler Erker im ersten Obergeschoss. Der einzige in Rheinfelden vorhandene Erker besteht aus einer kelchförmigen Konsole aus Buntsandstein mit breitem Wulstgesims und einem Sockel darüber. Ein reich profiliertes Kranzgesims über den vier Erkerfenstern trägt einen Helm aus Kupferblech. Sämtliche Hausteinteile des Gebäudes sind ziegelrot gefasst. Alle Obergeschosse besitzen durchgängige Sohlbankgesimse.
Die Eckstube des ersten Obergeschosses besitzt ein Tafelparkett und eine schlichte Stuckrahmendecke des späten 19. Jahrhunderts mit gestrecktem Vierpass. Im Ecksaal des zweiten Obergeschosses ist eine Régence-Stuckdecke aus der Zeit um 1730/40 erhalten geblieben.